# Variedade abeliana
Em matemática, particularmente em geometria algébrica, análise complexa e teoria dos números, uma variedade abeliana é uma variedade algébrica projetiva que é também um grupo algébrico, i.e., tem uma lei de grupo que pode ser definida por funções regulares Variedades abelianas estão ao mesmo tempo entre os mais estudados objetos em geometria algébrica e ferramentas indispensáveis para muitas pesquisas em outros tópicos em geometria algébrica e teoria dos números.